# Chloreuptychia priamis
Chloreuptychia priamis är en fjärilsart som beskrevs av D'almeida 1922. Chloreuptychia priamis ingår i släktet Chloreuptychia och familjen praktfjärilar. Inga underarter finns listade i Catalogue of Life.